# Белянин (Багаевский район)
Беля́нин — хутор в Багаевском районе Ростовской области.
Входит в состав Багаевского сельского поселения.

## География
Расположен в 3 км юго-западнее станицы Багаевской, на левобережье реки Дон.

## Население
| 1989 | 2002 | 2010 |
| ---- | ---- | ---- |
| 433  | ↗596 | ↗615 |

## Улицы
| - ул. Армейская - ул. Восточная - ул. Мирная - ул. Октябрьская - ул. Пролетарская - ул. С. Разина | - ул. Садовая - ул. Северная - ул. Социалистическая - ул. Степная - ул. Чехова |